# ФК Грачаница
Фудбалски клуб Грачаница је српски фудбалски клуб из Грачанице. Тренутно се такмичи у Косовској окружној лиги, петом такмичарском нивоу Фудбалског савеза Србије.

## Историја
Оснивачка скупштине ФК Грачанице одржана је 12. јуна 1974. године у сали зграде у којој је била смештена Станица милиције. Међу главним иницијаторима и оснивачима били су наставник физике Момчило Бурсаћ и Зоран Димитријевић тадашњи студент, а потом наставник историје у ОШ „Краљ Милутин” у Грачаници. Иницијативу за оснивање клуба су подржали културно уметничко друштво „Симонида” из Грачанице и Савез омладине Грачанице, чији је председник био Светислав Димитријевић, као и чланови Срећко Тодоровић, Србољуб Буби Поповић, Веселин Веско Стојковић, Живорад Жика Петровић, Слободан Илић и други омладински активисти.
Клуб је био својеврсни наставак претходног ФК Рудник из Ајвалије, а потом из Кишнице, у коме су играли младићи из тих рударских колонија, као и Грачанице, Сушице, Бадовца и других места. Приземна зграда Станице милиције у којој је одржана оснивачка скупштина је срушена, а на том месту је сагређена нова, постојаћа Станица полиције у Грачаници. 
| „                                  | Клуб је према првом предлогу требао да се зове ФК Божур и након вишесатне расправе сви пристуни су једногласно одлучили да се зове Омладински фудбалски клуб Грачаница. Уследила су тромесечна настојања да се клуб региструје. Они који су о томе одлучивали разноразна, потребна и непотребна документа хтели су да нас или деморалишу да одустанемо или да прође време за регистрацију клуба. Тражили су дозволе од Општинског комитета Савеза комуниста или Социјалистичког савеза (CCPH), од Покрајинске омладинске организације. И сами представници тих организација су се чудили зашто се све то тражи, али су дали сагласност да може да се оснује клуб. И на крају, тражена је дозвола и Софке (Савез организације фудбалских клубова Приштине). И та сагласност је добијена, али под условом да потпишемо да нас та организација неће финансирати, иако је она финансирала све клубове на простору Општине Приштина. Под тим условом је дата дозвола о формирању ОФК Грачаница са дресом беле боје. | ” |
| — оснивач клуба Зоран Димитријевић | |   |

| „                         | Упркос свим тим бројним проблемима, посебно материјалне али и политичке природе, језгро покретача успело је да региструје ФК Грачаница и да започну званично такмичење у подсавезу, у Општинској лиги Приштине већ у првој јесењој сезони 1974/75. године. Прву званичну, такмичарску утакмицу ФК Грачаница је одиграла 8. септембра 1974. године на игралишту у Липљану, против ФК Металац из Јањева и победио са 1:0. Први стрелац ФК Грачанице био је Мишко Ивановић Влајче. Први састав ФК Грачаница чинили су: Срећко Тодоровић (голман), Зоран Јоргић Руски, Елез Јашаревић, Миле Мицић, Момир Тодић, Тома Здравковић Минцер, Мишко Ивановић Влајче, Момир Јевтић, Зоран Димитријевић и Жика Маринковић. У игру је улазио и Веско Стојковић, а резервни голман био је Раде Поповић. Тренер те прве сезоне био је Момчило Чиља Бурсаћ, који је истовремено и играо. А наредне га наследио Јовица Љубичић. Грачанички клуб је прве године постојања бележио све саме победе. Од укупно девет утакмица у осам је однео победу и тиме је у старту направљен замајац за касније успехе. | ” |
| — Веселин Веско Стојковић | |   |

ФК „Рудник” из Кишнице је 1993. године ушао у фузију са ФК Грачаница и од тада ова два клуба функционишу под именом ФК Грачаница.
Клуб је 1994. године ушао у Трећу српску лигу, што је био и највећи историјски успех. Ту се задржао пуних 5 сезона, до 1999. године, односно до завршетка рата на Косову и Метохији. Након рата функционисање клуба је престало све до 2002. године, када је рад клуба оживљен у новоформираној Косовској окружној лиги.
Као домаћин ФК Грачаница је мечеве играла на игралишту иза Дома културе у Грачаници, које су сами играчи и њихови пријатељи оспособили.
Клуб има своју химну под називом „Бели” чији текст је написао књижевник Ратко Поповић, музику компоновао Новица Арсић, а песму отпевао Зоран Спасић.

### 50. година постојања клуба
Јубиларних 50 година постојања клуба обележено је 18. септембра 2024. године ревијалном утакмицом млађих и старијих ветерана ФК Грачанице и свечаном академијом у Дому културе у Грачаници где су додељне захвалнице и повеље заслужним појединцима, институцијама и уручена су и постхумна признања члановима породица неких од оснивача клуба. У Галерији Дома културе била је отоврена изложба „Сећања ФК Грачаница 1974-2024” на којој су биле изложене фогорафије, илустрације, новински чланци, пехари и опреме. Аутор изложбе био је Небојша Симић председник Фудбалског савеза косовског округа. Приказан је и кратак документарни филм о историји и раду клуба који је приредио Љубомир Ђекић.Новинар и публициста Ђорђе Јевтић је у част 50. година постојања клуба приредио хронику ФК Грачанице.
- Изложба „Сећања ФК Грачаница 1974-2024”.
- Академије поводом обележавања 50 година од постојања ФК “Грачаница”.

## Резултати клуба
| Сезона  | Ранг | Лига                            | Позиција |
| ------- | ---- | ------------------------------- | -------- |
| 1994/95 | 3    | Трећа српска лига               |          |
| 1995/96 | 3    | Трећа српска лига               |          |
| 1996/97 | 3    | Трећа српска лига               |          |
| 1997/98 | 3    | Трећа српска лига               |          |
| 1998/99 | 3    | Трећа српска лига               |          |
| 2006/07 | 4    | Јужноморавска зона              | 15       |
| 2011/12 | 5    | Окружна лига Косова и Метохије  | 5        |
| 2012/13 | 5    | Косовска окружна лига у фудбалу | 2        |
| 2013/14 | 5    | Косовска окружна лига у фудбалу | 2        |
| 2014/15 | 5    | Косовска окружна лига у фудбалу |          |
| 2015/16 | 5    | Окружна лига централног Косова  |          |
| 2016/17 | 5    | Косовска окружна лига у фудбалу | 5        |
| 2017/18 | 5    | Косовска окружна лига у фудбалу | 3        |
| 2018/19 | 5    | Косовска окружна лига у фудбалу | 4        |
| 2019/20 | 5    | Косовска окружна лига у фудбалу |          |
| 2020/21 | 5    | Косовска окружна лига у фудбалу |          |
| 2021/22 | 5    | Косовска окружна лига у фудбалу |          |
| 2022/23 | 5    | Косовска окружна лига у фудбалу | 2        |
| 2023/24 | 4    | Зона Југ                        | 17       |